# Liste der denkmalgeschützten Objekte in Wattenberg
Die Liste der denkmalgeschützten Objekte in Wattenberg enthält die denkmalgeschützten, unbeweglichen Objekte der Gemeinde Wattenberg.

## Denkmäler
| Foto |                 | Denkmal                                                                            | Standort                                       | Beschreibung | Metadaten |
| ---- | --------------- | ---------------------------------------------------------------------------------- | ---------------------------------------------- | --- | --- |
| ja   | Datei hochladen | Wegkreuz HERIS-ID: 106689 Objekt-ID: 123891 TKK: 59138                             | bei Wattenberg 4a Standort KG: Wattenberg      | Der Korpus vom Dreinageltypus wurde 1917 von Franz Egg nach spätgotischen Vorbildern geschnitzt. | BDA-Hist.: Q37808390 Status: § 2a Stand der BDA-Liste: 2025-06-30 Name: Wegkreuz GstNr.: 895/13                           |
| ja   | Datei hochladen | Spiltener-Kapelle, Rosenkranzkapelle HERIS-ID: 106681 Objekt-ID: 123880 TKK: 59123 | nördlich Wattenberg 61 Standort KG: Wattenberg | Die Kapelle wurde 1961 anstelle eines Vorgängerbaus von 1790 nach Plänen von Josef Menardi errichtet. Der rechteckige gemauerte Bau mit Satteldach und in die Giebelfassade integriertem Glockenstuhl ist an den Außenwänden mit Wandbildern von Walter Honeder von 1961 geschmückt, die die Rosenkranzgeheimnisse darstellen. | BDA-Hist.: Q37808381 Status: § 2a Stand der BDA-Liste: 2025-06-30 Name: Spiltener-Kapelle, Rosenkranzkapelle GstNr.: .387 |